# Wierzenia Olmeków
Wierzenia Olmeków – związane są z kultem szamańskim. Olmekowie wierzyli, że każdy człowiek, każde zwierzę ma duszę. Człowiek w swojej duszy ma ducha zwierzęcia. Najważniejszym zwierzęciem dla Olmeków był jaguar. Uosabiał on siły nadprzyrodzone, boga, przodka Olmeków, był drugim "ja" szamana. W wyobrażeniach kultowych spotykana jest także postać półczłowieka, półjaguara. Wiele obrzędów religijnych skupiało się wokół tego zwierzęcia. Innym bogiem olmeckim był Pierzasty Wąż, opiekun przynoszący szczęście, zapewniający pomyślność. Olmekowie są jednocześnie prekursorami religii związanej z panteonem bóstw. Możliwe, że wiązało się to z powstaniem pierwszych miast-państw o teokratycznym charakterze i tworzeniem się struktur tego społeczeństwa. Religia wyznawana przez Olmeków była ściśle związana ze sztuką a zwłaszcza z rzeźbą. Stąd zachowanych wiele wyobrażeń bogów, kapłanów olmeckich (głowy olmeckie znalezione w La Venta). O samym rytuale religijnym wiemy niewiele. Przez badaczy podejmowane są próby opisania wiary tego starożytnego ludu, są to jednak informacje niepełne. Wiele zagadek związanych z tym okresem historii Mezoameryki najprawdopodobniej nigdy nie zostanie wyjaśnionych. Wiadomo jednak, że część wierzeń olmeckich przetrwała, najprawdopodobniej w nieco zmodyfikowanej formie, w wierzeniach Tolteków i Azteków. W publikacji A Study of Olmec Iconography opublikowanej w 1971 r. przez Petera Dawida Joralemona zostało wymienionych 10 bogów olmeckich, jednak niewiele informacji o nich zachowało się do naszych czasów. Wymienieni w tej publikacji bogowie to:
- Jaguar – bóg ognia oraz kukurydzy
- Bóg kukurydzy (z kukurydzą na głowie)
- Bóg ptak
- Dziecko-jaguar
- Bóstwo z kocimi rysami twarzy – półczłowiek pół-jaguar
- Xipe Totec
- Pierzasty wąż
- Bóg śmierci
- Brodaty bóg
- Bóg X